# Лютик иллирийский
Лю́тик иллири́йский (лат. Ranúnculus illýricus) — многолетнее травянистое растение семейства Лютиковые, вид рода Лютик (Ranunculus).
Степное растение, покрытое белым шелковистым опушением, с трёхраздельными листьями, с клубневидно утолщёнными корнями.

## Ботаническое описание

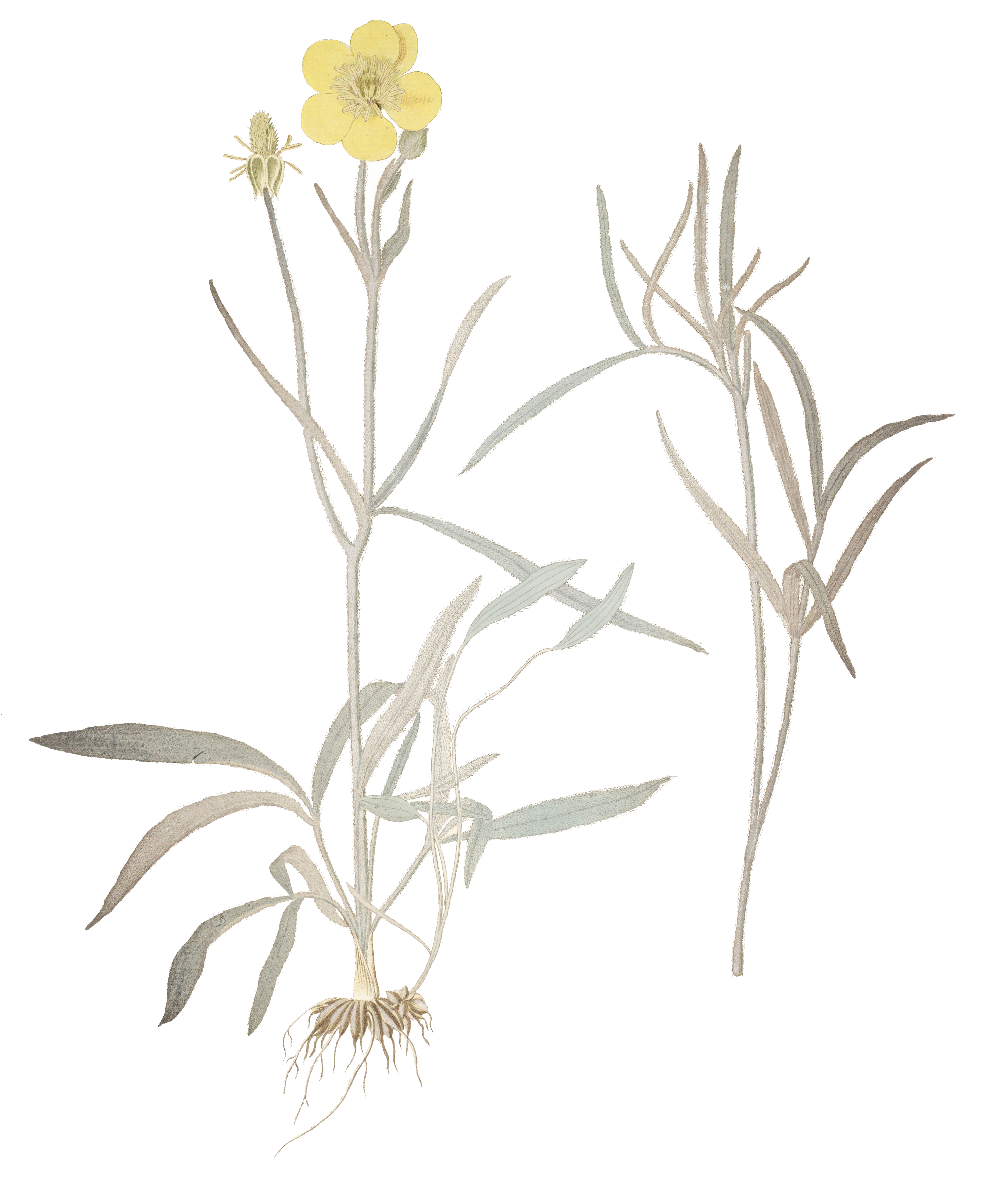
Ботаническая иллюстрация из книги Florae Austriacae (1775)

Многолетнее травянистое растение с прямостоячим, как правило, ветвящимся стеблем 25—50 см высотой, покрытое шелковистым прижатым опушением. Корни клубневидно утолщённые, широкопродолговатые. Листья трёхраздельные, с линейными или линейно-ланцетными цельными долями, прикорневые — на черешках, верхние стеблевые — сидячие; первые прикорневые листья цельные, ланцетные или линейно-ланцетные.
Цветки 2—3,5 см в диаметре, расположены на верхушке стебля. Чашелистики покрытые войлочным опушением, отогнутые. Лепестки обратнояйцевидные, бледно-жёлтые, 1,2—1,7 см длиной.
Плод — продолговатый многоорешек. Орешки 2,7—3,4×2,2—2,9 мм, округло-ромбовидные, заметно сплюснутые с боков, окаймлённые крылом, с острым, на конце слабо крючковатым, почти прямым носиком. Поверхность обычно голая, оранжево-жёлтая, слабо блестящая, сетчатая.
Диплоидный набор хромосом — 2n = 32.

## Распространение
Преимущественно степное растение, встречающееся в степях и на лугах, от Средней Европы до южной части Европейской России и Закавказья.

## Значение и применение
Благоприятно реагирует на выпас. Крупно рогатым скотом не поедается. Поедается овцами.

## Таксономия

### Синонимы
- Ranunculus alexeenkoi Grossh., 1948
- Ranunculus dalmaticus Grossh., 1948
- Ranunculus gramineus Hablitz, 1785, nom. illeg.
- Ranunculus meridionalis Grossh., 1948
- Ranunculus monspeliacus Georgi, 1800, nom. illeg.
- Ranunculus sericeus Willd., 1809, nom. illeg.
- Ranunculus tenorei Jord., 1861
- Ranunculus tomentosus Moench, 1794, nom. superfl.